# Maxym Stienkovy
Maxym Viktorovych Stienkovy (en ucraniano: Максим Вікторович Стенковий; Níkopol, 16 de agosto de 1982) es un deportista ucraniano que compitió en escalada, especialista en la prueba de velocidad.
Ganó tres medallas en el Campeonato Mundial de Escalada entre los años 2001 y 2005, y cuatro medallas en el Campeonato Europeo de Escalada entre los años 2000 y 2008. Además, consiguió una medalla de bronce en los Juegos Mundiales de 2009.

## Palmarés internacional
| Campeonato Mundial | Campeonato Mundial | Campeonato Mundial | Campeonato Mundial |
| Año                | Lugar              | Medalla            | Prueba             |
| ------------------ | ------------------ | ------------------ | ------------------ |
| 2001               | Winterthur (Suiza) | Medalla de oro     | Velocidad          |
| 2003               | Chamonix (Francia) | Medalla de oro     | Velocidad          |
| 2005               | Múnich (Alemania)  | Medalla de plata   | Velocidad          |
| Campeonato Europeo |                    |                    |                    |
| Año                | Lugar              | Medalla            | Prueba             |
| 2000               | Múnich (Alemania)  | Medalla de oro     | Velocidad          |
| 2002               | Chamonix (Francia) | Medalla de oro     | Velocidad          |
| 2004               | Lecco (Italia)     | Medalla de plata   | Velocidad          |
| 2008               | París (Francia)    | Medalla de bronce  | Velocidad          |